# Ravshan Kulob
Maillots
Le Futbolny Klub Ravshan Kulob (en tadjik : футболии Клуби Равшан Кӯлоб), plus couramment abrégé en Ravshan Kulob, est un club tadjik de football fondé en 1965 et basé dans la ville de Kulob.

## Histoire
Le club est fondé en 1965 sous le nom de FK Ansol Kulob. À l'indépendance du Tadjikistan vis-à-vis de l'Union soviétique en 1991, il rejoint la première édition du championnat national tadjik, remportée par le Pamir Douchanbé et qu'il abandonne d'ailleurs à mi-parcours.
Le premier titre national est remporté deux ans plus tard, lors du succès en finale de la Coupe du Tadjikistan face à Shodmon Ghissar, ce qui permet au club de participer pour la toute première fois à une compétition internationale, la Coupe d'Asie des vainqueurs de coupe. Le parcours est bref puisque le club finit à l'avant-dernière place de la poule de qualification, dominée par le FK Taraz du Kazakhstan.
En 2003, le club change une nouvelle fois de nom pour devenir le FK Olimp-Ansol Kulob avant d'adopter son nom actuel en 2005. Le club domine le championnat à partir de la saison 2012, qu'il remporte avant de récidiver l'année suivante. Le titre de 2012 (couplé au succès en Coupe du président de l'AFC d'un autre club tadjik, l'Istiqlol Douchanbé), permet au club de participer pour la première fois à la Coupe de l'AFC 2013, qu'il débute directement en phase de poules. Ce baptême du haut niveau est un calvaire pour les Tadjiks puisqu'ils subissent six défaites en autant de rencontres, face aux Koweïtiens de Qadsia Sporting Club, au club syrien d'Al Shorta Damas et contre Al Ramtha SC de Jordanie.

## Palmarès
| Compétitions nationales |
| --- |
| - Championnat du Tadjikistan (2) : - Champion : 2012 et 2013. - Coupe du Tadjikistan (2) : - Vainqueur : 1994 et 2020. - Finaliste : 1993, 2003 et 2023. - Supercoupe du Tadjikistan (2) : - Vainqueur : 2013 et 2023. - Finaliste : 2014, 2021 et 2024. |

## Personnalités du club

### Présidents du club
- Zaynulla Sohibov

### Entraîneurs du club
- Bahrom Roustamov
- Dilshod Sharifov